# Taichi Ishidate
Taichi Ishidate (石立太一 Ishidate Taichi?) es un animador y director de series y películas de animación japonés, nacido el 20 de diciembre de 1979. Trabaja para el estudio Kyoto Animation, dirigió la series animadas Kyōkai no Kanata y Violet Evergarden y sus películas asociadas, también ha trabajado en otras obras de estudio en otras funciones como director de episodios, director de unidad, en como artista de Story-board y también como animador.
Su película favorita desde su infancia es El castillo en el cielo de Studio Ghibli, desde la adolescencia que sintió interés en la animación, también en el cine tradicional, postulando primero a productoras de cine tradicional pero fallando en las entrevistas, postulando posteriormente a estudios de animación, utilizando su habilidad para el dibujo, siendo aceptado en Kyoto Animation. Su primer trabajo para el estudio fue «Munto», donde trabajo en animación clave, para el director 
Yoshiji Kigami, del cual aprendió mucho sobre el trabajo de animación.
Pertenece a una generación de hábiles directores del estudio Kyoto Animation, entre ellos podemos mencionar a Naoko Yamada, Tatsuya Ishihara y al fallecido Yasuhiro Takemoto.

## Filmografía

### Dirección
- 2013 : Kyōkai no Kanata (境界の彼方?) (TV)
- 2015 : Gekijō-ban kyōkai no kanata - I'll Be Here - Kako-hen (|劇場版 境界の彼方 I'LL BE HERE 過去篇?) (Película)
- 2015 : Gekijō-ban kyōkai no kanata - I'll Be Here - Mirai-hen (劇場版 境界の彼方 I'LL BE HERE 未来篇 Gekijō-ban kyōkai no kanata - I'll Be Here - Mirai-hen?) (Película)
- 2018 : Violet Evergarden (ヴァイオレット・エヴァーガーデン Vaioretto Evāgāden?) (TV)
- 2019 : Violet Evergarden: Eternity and the Auto Memory Doll (ヴァイオレット・エヴァーガーデン 外伝 - 永遠と自動手記人形 - Vaioretto evâgâden gaiden: Eien to jidou shuki ningyou?) (Supervisión de dirección, película)
- 2020 : Violet Evergarden: The Movie (劇場版ヴァイオレットエヴァーガーデン Gekijouban Vaioretto Evāgāden?)  (Película)

## Premios y nominaciones
Taichi Ishidate resultó nominado en los premios Crunchyroll de 2019 en la categoría Mejor director por la serie Violet Evergarden, ganando esta serie en dichos premios también otros premios como Anime del Año y Mejor animación. La Película Violet Evergarden: The Movie compartió con Kimetsu no Yaiba: Mugen Ressha-hen el premio a la mejor película de animación de los Premios de cine de Mainichi, fue nominada en los Premios de la Academia Japonesa, película fue premiada en el Tokyo Anime Awards, además del premio de excelencia en los Premios del Festival de Artes Visuales de Japón del Ministerio de Asuntos Culturales del Gobierno de Japón y del Gran Premio en los Premios de Entretenimiento Digital de Kioto, premios auspiciados por el gobierno de la prefectura de Kioto,